# Саут-Вейверлі (Пенсільванія)
Саут-Вейверлі (англ. South Waverly) — місто (англ. borough) в США, в окрузі Бредфорд штату Пенсільванія. Населення — 1070 осіб (2020).

## Географія
Саут-Вейверлі розташований за координатами 41°59′39″ пн. ш. 76°32′40″ зх. д. / 41.99417° пн. ш. 76.54444° зх. д. (41.994192, -76.544365).  За даними Бюро перепису населення США в 2010 році місто мало площу 2,29 км², з яких 2,28 км² — суходіл та 0,01 км² — водойми.

## Демографія
Згідно з переписом 2010 року, у селищі мешкало 1027 осіб у 422 домогосподарствах у складі 306 родин. Густота населення становила 448 осіб/км².  Було 439 помешкань (191/км²).
Расовий склад населення:
| - 98,0 % — білих - 0,6 % — корінних американців - 0,3 % — чорних або афроамериканців - 0,2 % — азіатів |

До двох чи більше рас належало 0,5 %. Частка іспаномовних становила 1,8 % від усіх жителів.
За віковим діапазоном населення розподілялося таким чином: 20,7 % — особи молодші 18 років, 57,0 % — особи у віці 18—64 років, 22,3 % — особи у віці 65 років та старші. Медіана віку мешканця становила 46,1 року. На 100 осіб жіночої статі у селищі припадало 87,8 чоловіків;  на 100 жінок у віці від 18 років та старших — 90,6 чоловіків також старших 18 років.
Середній дохід на одне домашнє господарство  становив 69 886 доларів США (медіана — 61 450), а середній дохід на одну сім'ю — 79 109 доларів (медіана — 66 932). Медіана доходів становила 47 381 долар для чоловіків та 33 828 доларів для жінок. За межею бідності перебувало 7,9 % осіб, у тому числі 20,1 % дітей у віці до 18 років та 0,7 % осіб у віці 65 років та старших.
Цивільне працевлаштоване населення становило 637 осіб. Основні галузі зайнятості: освіта, охорона здоров'я та соціальна допомога — 42,5 %, виробництво — 17,6 %, мистецтво, розваги та відпочинок — 9,9 %, роздрібна торгівля — 8,9 %.